# Peter Ahrendt
Peter Ahrendt (* 2. Februar 1934 in Rostock; †  Februar 2013 ebenda) war ein deutscher Segler, der an den Olympischen Sommerspielen 1964 in Tokio teilnahm.

## Leben
Ahrendt startete für den SC Empor Rostock. Der vielfache DDR-Meister holte zusammen mit Wilfried Lorenz und Ulrich Mense 1964 olympisches Silber für die DDR im Drachen-Segeln. Im Alter von 73 Jahren nahm Ahrendt im Jahr 2007 am BMW Sailing-Cup teil.
Ende 2020 wurde die Olympiamedaille im Rahmen einer Kampagne zur Unterstützung der Paralympics-Kandidaten für Tokio aus Mecklenburg-Vorpommern zur Versteigerung angeboten.

## Auszeichnungen
- 1964: Vaterländischer Verdienstorden in Bronze[7]